# Hwang Bo-reum
 (mars 2025).
Œuvres principales
Bienvenue à la librairie Hyunam (2024)
Hwang Bo-reum (coréen : 황보름) est une écrivaine sud-coréenne, dont le premier roman, Bienvenue à la librairie Hyunam, a connu un succès soudain et a été traduit dans plusieurs langues. La traduction japonaise du livre a remporté le prix des libraires japonais en 2024,. Le roman s'est vendu à plus de 300 000 exemplaires en Corée du Sud et a été nommé livre de l'année en 2022.

## Vie et carrière
Hwang Bo-reum a étudié l'informatique et a travaillé comme ingénieure logiciel chez LG Electronics pendant plusieurs années avant de décider que ce travail ne lui convenait pas et de démissionner. Elle a commencé à écrire à l'âge de 30 ans, mais ses premiers manuscrits ont été refusés par les éditeurs. Après avoir écrit des recueils d'essais intitulés I Read Every Day, I Tried Kickboxing for the First Time et This Distance is Perfect, elle a décidé d'écrire un roman. Elle a écrit Bienvenue à la librairie Hyunam en trois mois et l'a téléchargé sur une plateforme littéraire appelée Brunch (브런치). Lorsque la plateforme a organisé un concours, elle a soumis son roman et a gagné,. La traduction anglaise du roman a été vendue à 25 pays pour une traduction ultérieure. Le livre est souvent classé comme un « roman de guérison » ou un « roman feel good ».

## Travaux
- 매일 읽겠습니다 (Maeil ilgkesseumnida, 2017)
- 이 정도 거리가 딱 좋다 (Jeongdo georiga ddak johda, 2020)
- 난생처음 킥복싱 (Nansaengcheoeum kikboksing, 2020)
- 어서 오세요, 휴남동 서점입니다 (Eoseo oseyo, Hyunamdong seojeobimnida, 2022)
  - Bienvenue à la librairie Hyunam, trad. Hyonhee  Lee et Isabelle Ribadeau Dumas, éditions Picquier, 2024  (ISBN 978-2-8097-1675-7)
- 단순 생활자 (Dansun saenghwalja, 2023)